# Edvinas Girdvainis
Edvinas Girdvainis (* 17. Januar 1993 in Klaipėda) ist ein litauischer Fußballspieler. Der Innenverteidiger steht seit Januar 2024 beim SV Sandhausen unter Vertrag und ist litauischer Nationalspieler.

## Karriere

### Verein
Girdvainis wurde in der Jugend beim litauischen Rekordmeister FBK Kaunas sowie in Italien bei Calcio Padova ausgebildet.
Von Sommer 2012 bis Sommer 2014 konnte er nach der Rückkehr in seine Heimat bei Ekranas Panevėžys erste Erfahrungen im Herrenbereich sammeln. In der Europa League misslang der Einzug in die Gruppenphase nach Qualifikationsniederlagen gegen den RSC Anderlecht; insgesamt stand der Verteidiger in 45 Pflichtspielen auf dem Feld. Nach dem erneut verpassten Einzug in den Europapokal wechselte Girdvainis ablösefrei zum spanischen Drittligisten FC Marbella, mit dem er als Stammkraft aber lediglich um den Klassenverbleib spielte. 
Anschließend verbrachte er die Saison 2016/17 beim polnischen Erstligisten Piast Gliwice, für den er aber nur auf elf Einsätze kam. Es folgte eine einjährige Leihe nach Russland zu Tom Tomsk. Mit dem Zweitligisten wurde Girdvainis Tabellenfünfzehnter und hielt die Klasse. 
Nach einem Verkauf im Sommer 2018 an Hapoel Tel Aviv aus der ersten israelischen Liga, für den der Litauer nie auflief, ging er im August 2018 nach Aserbaidschan zum FK Keşlə. Er lief in 19 Pflichtspielen für den Verein auf und konnte in der Premyer Liqası seinen ersten Treffer im Profifußball erzielen. 
Seine nächste Station war Lettland, wo ihn der FK RFS verpflichtete. In der Rückrunde der Virslīga 2019 kam der Abwehrspieler auf 14 Einsätze und wurde darüber hinaus dreimal im nationalen Pokal eingesetzt, den er mit dem Verein nach einem 3:2 über den FK Jelgava in der Verlängerung gewinnen konnte.
Sein bis Saisonende gültiger Vertrag wurde nicht verlängert, so dass der Litauer ab November 2019 vereinslos war. Innerhalb der Winterpause verpflichtete ihn der deutsche Drittligist KFC Uerdingen 05, bei dem er einen bis Juni 2021 gültigen Vertrag erhielt. Nach der Saison 2020/21 konnte der KFC aufgrund einer Insolvenz nicht mehr für die 3. Liga melden, woraufhin Girdvainis den Verein verließ.
Nach zwei Jahren beim litauischen Erstligisten Žalgiris Kaunas kehrt er im Januar 2024 zum SV Sandhausen nach Deutschland zurück.

### Nationalmannschaft
Girdvainis absolvierte Länderspiele für die litauische U19. Danach stand er vierzehnmal für die U21 auf dem Feld, mit der er drei erfolglose EM-Qualifikationen bestritt.
Unter dem damaligen Cheftrainer Edgaras Jankauskas debütierte der Verteidiger im März 2016 in einem Freundschaftsspiel gegen Rumänien für die A-Auswahl seines Heimatlandes.

## Erfolge
FK RFS
- Lettischer Pokalsieger: 2019